# 亞納薩利亞約克山
13°46′40″S 70°41′24″W / 13.77778°S 70.69000°W
亞納薩利亞約克山（Yana Sallayoc），是秘魯的山峰，位於該國南部普諾大區的卡拉瓦亞省，屬於安第斯山脈的一部分，處於克略薩利亞約克山和柳斯卡里蒂山以南，海拔高度5,000米。